# اچ‌ام‌اس پانتر (۱۷۷۸)
اچ‌ام‌اس پانتر (۱۷۷۸) (به انگلیسی: HMS Panther (1778)) یک کشتی بود که طول آن ۸۲ فوت (۲۵ متر) بود. این کشتی در سال ۱۷۷۸ ساخته شد.